# Низовка (Калининградская область)
Низовка— посёлок в Зеленоградском районе Калининградской области. До 2016 года входил в состав Ковровского сельского поселения.

## Население
| 2002 | 2010 |
| ---- | ---- |
| 63   | ↗73  |

## История
В 1946 году Надрау а был переименован в поселок Низовка.